# Солиферрум
Солиферрум (от лат. solus — «только» и ferrum — «железо») — римское название метательного копья иберийского происхождения, которое делалось полностью из железа.
Солиферрумы обычно изготовлялись из одного куска железа, имели длину 1,5—2 метра и диаметр около 1 сантиметра, с узким наконечником, который также мог иметь шипы, затруднявшие извлечение попавшего в цель дротика. Благодаря своему большому весу и форме наконечника солиферрумы хорошо пробивали броню и щиты. В бою они обычно использовались для того, чтобы залповыми бросками с короткой (до 30 метров) дистанции ослабить строй противника и нанести ему урон до начала рукопашного боя. Даже застрявшие в щитах солиферрумы могли серьёзно затруднить действия вражеских воинов. Таким образом, по тактике применения солиферрум был схож с римским пилумом.